# 白鲜碱
白鲜碱是一种呋喃喹啉类生物碱，化学式C12H9NO2，可见于白鲜、山小橘、芸香、三葉蜜茱萸等芸香科物种，是白鲜皮的主要活性成分之一。对赤拟谷盗和玉米象鼻虫（Sitophilus zeamais）两种粮仓害虫有驱赶作用。具有抗菌效果，能够影响威克海姆原藻（Prototheca wickerhamii）等真菌细胞的生长。可由苯胺为原料经取代、关环、甲基化、还原、消除反应合成得到。